# Bernart de Ventadorn
Bernart de Ventadorn či Bernard de Ventadour nebo Bernat del Ventadorn (kolem 1135 – kolem 1195) byl francouzský trubadúr, hudební skladatel a básník.

## Život
Podle trubadúra Uc de Saint Circ byl Bernart patrně synem pekaře na hradě Ventadour (Ventadorn) v dnešní obci Moustier-Ventadour v departementu Corrèze. Podle jiného zdroje, satirické básně mladšího současníka Peira d'Alvernhy, byl synem sluhy, vojáka nebo pekaře a jeho matka byla služebná nebo taky pekařka. Ze svědectví samotného Bernarta (báseň Lo temps vai e ven e vire) plyne, že zpěvu a psaní se naučil od svého protektora vikomta Ebleho III. z Ventadornu. Svou první báseň napsal pro jeho ženu Marguerite de Turenne.
Protože se do Marguerite de Turenne zamiloval musel opustit Ventadour a odcestoval do Montluçon a Toulouse. Posléze následoval Eleonoru Akvitánskou do Anglie, ke dvoru Jindřicha II. Plantageneta. Důkazy o těchto cestách pocházejí vesměs z jeho básní. Později se vrátil do Toulouse, kde ho zaměstnal Raimond V. z Toulouse. Poté odešel do Dordogne a vstoupil do kláštera, kde patrně zemřel.

## Dílo

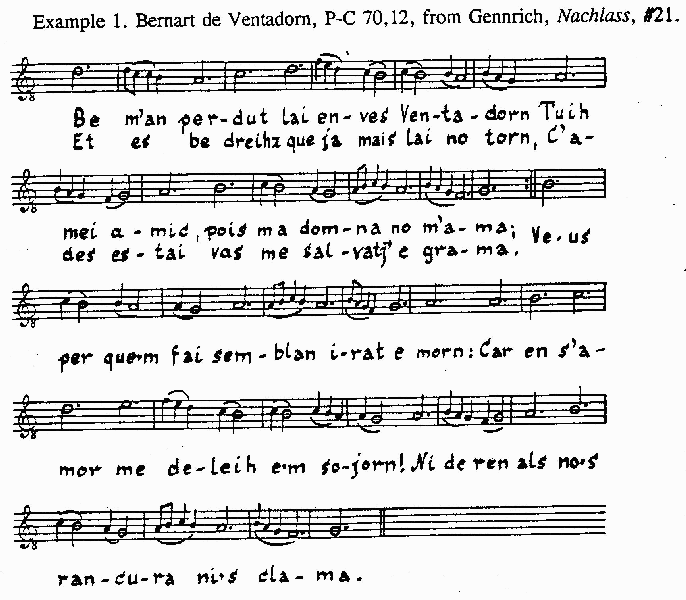
Partitura písně Be m'an perdut lai enves Ventadorn

Bernart de Ventadorn byl prominentním trubadúrem v klasické éře trubadúrské poezie. Jeho mistrovství a popularizace trubadúrského stylu přispěly k definici žánru a vytvořily klasickou formu dvorní milostné poezie. Z jeho umění těžily celé generace následovníků i imitátorů. Z jeho díla se dochovalo 45 básní, z toho 18 i s původní hudbou.
- Non es meravelha s'eu chan
- Chantars no pot gaire valer
- Ab joi mou lo vers e·l comens
- Tant ai mo cor ple de joya
- Ara no vei luzir solelh
- Lancan folhon bosc e jarric
- Can vei la flor, l'erba vert e la folha
- E mainh genh se volv e's vira
- Be m'an perdut lai enves Ventadorn
- Pel doutz chan que·l rossinhols fai
- Ges de chantar no·m pren talans
- Amors, enquera.us preyara
- Be·m cuidei de chantar sofrir
- Anc no gardei sazo ni mes
- Conortz, era sai eu be
- A tantas bonas chansos
- Lo gens tems de pascor
- Pois preyatz me, senhor
- Lonc tems a qu'eu no chantei mai
- Can l'erba fresch' e·lh folha par
- Per melhs cobrir lo mal pes e·l cossire
- Can lo dous temps comensa
- Lo rossinhols s'esbaudeya
- Can par la flors josta·l vert folh
- Era·m cosselhatz, senhor
- Can la freid' aura venta
- Amors, e que·us es vejaire
- Amics Bernartz de Ventadorn
- Lancan vei per mei la landa
- Estat ai com om esperdutz
- Can vei la lauzeta mover
- Bernart de Ventadorn, del chan
- Tuih cil que·m preyon qu'eu chan
- La dousa votz ai auzida
- Peirol, com avetz tan estat
- Ja mos chantars no m'er onors
- Gent estera que chantes
- Lancan vei la folha
- Bel m'es can eu vei la brolha
- En cossirer et en esmai
- Bel m'es qu'eu chan en aquel mes
- Can lo boschatges es floritz
- Can la verz folha s'espan
- Lo tems vai e ven e vire